# Gleneonupserha vaga
Gleneonupserha vaga är en skalbaggsart som först beskrevs av Charles Joseph Gahan 1909.  Gleneonupserha vaga ingår i släktet Gleneonupserha och familjen långhorningar.
Artens utbredningsområde är:
- Kenya.
- Rwanda.

Inga underarter finns listade i Catalogue of Life.